# ヒラリバー戦争移住センター
ヒラリバー戦争移住センター（Gila River War Relocation Center）は、第二次世界大戦時にアメリカ合衆国アリゾナ州フェニックスの南50キロメートルのヒラリバー・インディアン保留地（Gila River Indian Reservation）にあった、日系アメリカ人収容所。日系人の間では「比良」の表記が当てられる事もあった。
ヒラ川の南岸にある。カナル・キャンプ（Canal Camp）、ビュート・キャンプ（Butte Camp）の2つのキャンプから構成される。

## 概要
- 建設開始：1942年5月1日
- 開所：1942年7月20日
- 閉所：1945年11月16日
- 被抑留者出身地：カリフォルニア州、ジェローム戦争移住センター（アーカンソー州）
- 被抑留者最大人数： 13,348人

## 被抑留者
姓のアルファベット順

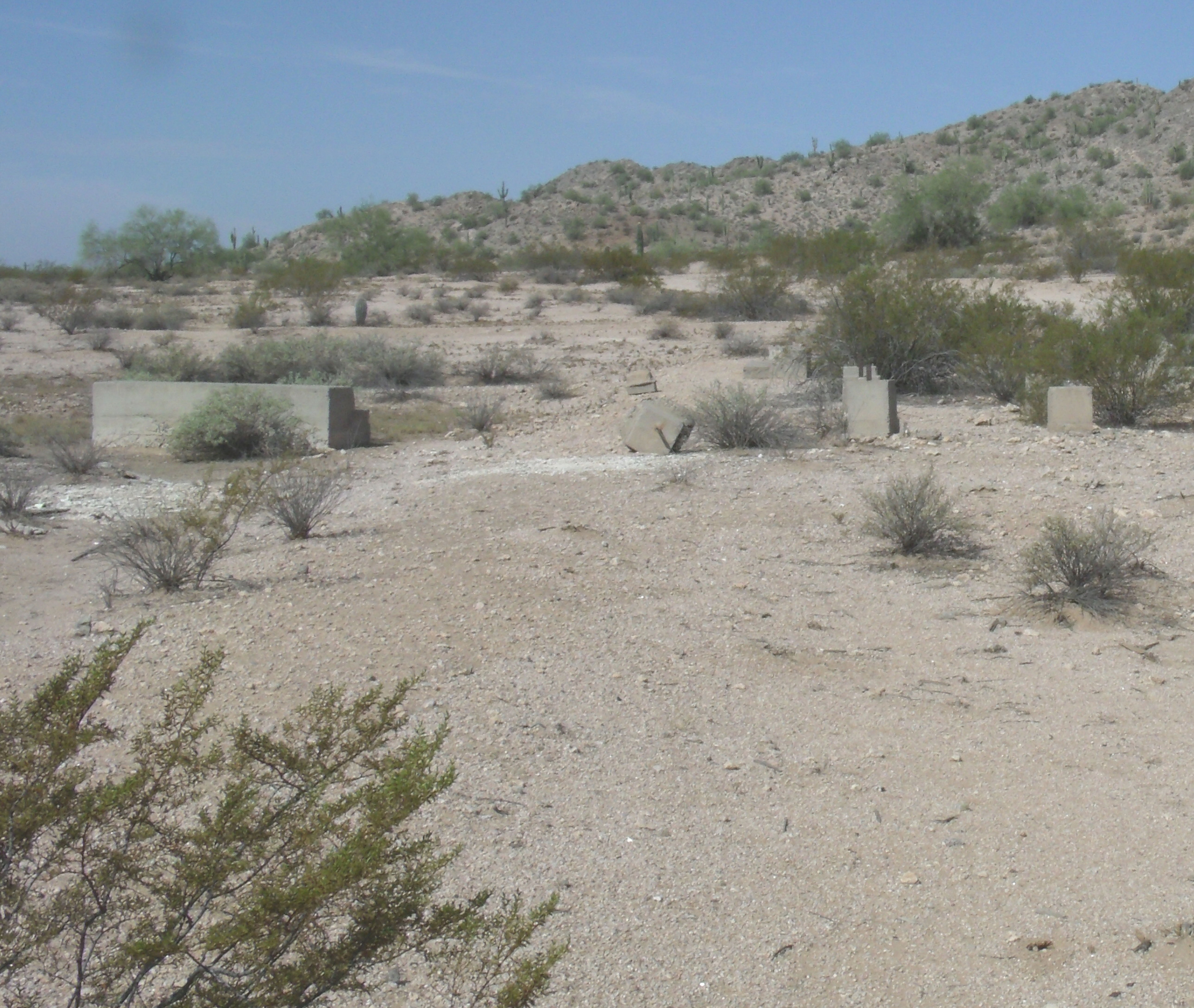
ヒラリバー戦争移住センターのビュート・キャンプ跡地

- ハリー・K・フクハラ  （Harry K. Fukuhara、1920年–2015年） - 元アメリカ陸軍情報部所属の軍人
- マスミ・ハヤシ (Masumi Hayashi、1945年-2006年) - 写真家、芸術家
- ユリコ・キクチ (Yuriko、1920年-) - ダンサー
- パット・モリタ   （Pat Morita、1932年–2005年） - 俳優。ドラマ『ハッピーデイズ』、映画『ベスト・キッド』で知られる。トゥーリーレイク戦争移住センターにも収容。
- カズオ・オータニ   （Kazuo Otani、1918年–1944年） - アメリカ陸軍第442連隊戦闘団二等軍曹。第二次世界大戦時の活躍により、名誉勲章受章者
- レイコ・佐藤  （Reiko Sato、1931年–1981年） - ダンサー、女優
- 高美以子 (Miiko Taka、1925年-) - 女優
- 銭村健一郎 (Kenichi Zenimura、1900年-1968年)・銭村健三(1927年-)・銭村健四(1928年-2000年)親子 - 野球選手
- 古賀政夫（Koga masao、1904年11月18日 - 1978年7月25日）は、昭和期の代表的作曲家であり、ギタリスト。国民栄誉賞受賞者。栄典は従四位・勲三等瑞宝章・紫綬褒章。明治大学商学部（旧制）卒業。本名、古賀正夫

## 参照・外部リンク
- War Relocation Camps in Arizona 1942-1946
- Photo of Eleanor Roosevelt visiting the camp
- Gila River Relocation Center
- NPS's Gila River page